# Grillmoos
Grillmoos ist eine Ortschaft in der Gemeinde Ungenach im Bezirk Vöcklabruck in Oberösterreich. Die Ortschaft hat 27 Einwohner (Stand 1. Jänner 2024).

## Geographie
Im Westen grenzt die Ortschaft an Gsteinedt, einen Ortsteil von Timelkam. Nördlich schließen die Ungenacher Ortsteile Vorderschlag, Kellner und Pohnedt an. Östlich liegt der Timelkamer Ortsteil Heitzing.
Wie die Nachbarortschaften ist auch Grillmoos land- und forstwirtschaftlich geprägt. Im Westen trennt der Ampflwangerbach die Gemeinden Ungenach und Timelkam. Westlich des Ampflwangerbaches liegt die Ortschaft Gsteinedt. Der Ungenacherbach trennt Grillmoos von Heitzing und mündet im „3 Ortschaften Eck“ Grillmoos-Heitzing-Gsteinedt in den Ampflwangerbach.

## Geschichte
Laut Adressbuch von Österreich waren im Jahr 1938 in Grillmoos einige Landwirte ansässig.

## Infrastruktur
Durch Grillmoos führen ausschließlich Güterwege. Die nächste Anbindung ans öffentliche Verkehrsnetz befindet sich in der Nachbarortschaft Gsteinedt mit einer Haltestelle der Buslinie 708 von Ampflwang nach Vöcklabruck.